# Бриллиантовый Крест

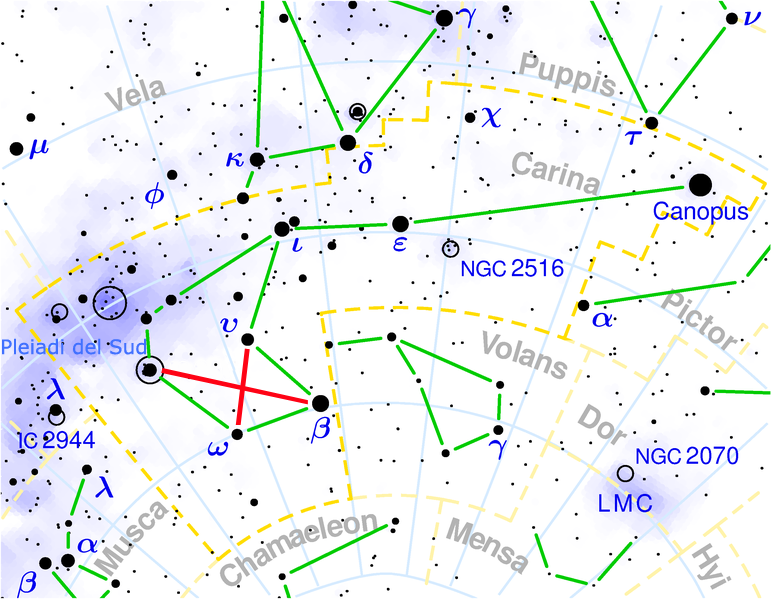
Бриллиантовый крест в созвездии Киля

Бриллиантовый Крест (англ. Diamond Cross) — астеризм в околополюсном южном созвездии Киля. Бриллиантовый Крест состоит из четырёх ярких звёзд: Бета Киля, Тета Киля, Ипсилон Киля и Омега Киля.
Своё название астеризм получил из-за того, что образующие его четыре звезды создают по форме почти идеальный ромб. Когда алмаз имеет правильную форму от природы, то, благодаря свойствам кристаллической решётки алмаза, форма будет одним из вариантов октаэдра, который имеет ромбовидное сечение; также, исторически одним из самых ранних и простых способов бриллиантовой огранки было придание алмазам формы октаэдра (см. Огранка розой). Поэтому в английском языке слово diamond (алмаз, бриллиант) часто означает фигуру «ромб». Таким образом, в английском названии Diamond Cross обыгрывается двоякое значение: Крест-Ромб / Бриллиантовый Крест.
Полностью астеризм виден для всех наблюдателей к югу от 20° с. ш. По форме астеризм имеет большое сходство с созвездием Южный Крест и астеризмом Ложный крест: все три имеют вид ромба без центральной звезды. Как и Ложный Крест, астеризм может быть принят неопытным наблюдателем за Южный Крест, хотя и в меньшей степени, чем Ложный, так как Бриллиантовый Крест имеет большее южное склонение, чем звёзды настоящего Южного Креста.